# NGC 5399
NGC 5399 is een spiraalvormig sterrenstelsel in het sterrenbeeld Jachthonden. Het hemelobject werd op 1 mei 1785 ontdekt door de Duits-Britse astronoom William Herschel.

## Synoniemen
- UGC 8912
- MCG 6-31-39
- ZWG 191.27
- IRAS 13573+3500
- PGC 49799